# Genowefa Lichocińska
Genowefa Lichocińska (ur. 2 grudnia 1915 w Łodzi, zm. 10 sierpnia 1995 w Łodzi) – nauczycielka i łódzki działacz turystyczny, jedyna kobieta w Łódzkim Oddziale Polskiego Towarzystwa Tatrzańskiego po 1945.

## Nauka i praca zawodowa
Urodziła się w Łodzi i tu w 1936 ukończyła gimnazjum. W 1937 została nauczycielką w Grodnie, ale wkrótce przeniosła się do Łodzi. W latach hitlerowskiej okupacji 1939-1945 prowadziła w Łodzi tajne nauczanie. Po II wojnie światowej do emerytury pracowała jako nauczycielka.

## Działalność pozazawodowa
W 1937 w Grodnie wstąpiła do Polskiego Towarzystwa Tatrzańskiego. Po wojnie pomagała reaktywować Łódzki Oddział Polskiego Towarzystwa Tatrzańskiego, będąc w tym gronie jedyną kobietą.
Polskie Towarzystwo Tatrzańskie i Polskie Towarzystwo Krajoznawcze w grudniu 1950 na zjeździe połączeniowym w Warszawie utworzyły Polskie Towarzystwo Turystyczno-Krajoznawcze.
Połączenie PTK i PTT w Łodzi nastąpiło w marcu 1951 i na zebraniu połączeniowym Genowefa Lichocińska weszła w skład Zarządu Łódzkiego Okręgu Polskiego Towarzystwa Turystyczno-Krajoznawczego.
Po wyodrębnieniu się Oddziału Łódzkiego PTTK weszła w skład tego Oddziału, pełniąc jednocześnie funkcje w Zarządzie Okręgu PTTK i jego komisjach.
Z PTTK związana była do końca życia, w ostatnim okresie działała w Klubie Seniora Oddziału Łódzkiego PTTK.
Wędrowała po Górach Świętokrzyskich, Sudetach, Bieszczadach, Tatrach.
W 1953 zdobyła Dużą Złotą Odznakę GOT (Górska Odznaka Turystyczna PTTK). Wkrótce, jako pierwsza w Łodzi kobieta zostaje przodownikiem GOT (nr leg. 448). Po latach została Honorowym Przodownikiem GOT.
Była pierwszą przewodniczącą pierwszej Komisji Turystyki Górskiej Okręgu Łódzkiego PTTK.
Była członkiem Zarządu Głównego PTTK a potem członkiem Głównej Komisji Rewizyjnej PTTK.
W 1951 zainicjowała pierwsze w Łodzi ale i w kraju górskie obozy wędrowne organizowane wspólnie przez Okręg Łódzki PTTK i Fundusz Wczasów Pracowniczych. W innych ośrodkach takie obozy organizowano od 1952 czerpiąc z doświadczeń łódzkich.
W 1954 zorganizowała pierwszą po wojnie wycieczkę łodzian w Góry Świętokrzyskie, zaś w 1955 pierwszą po wojnie wycieczkę w Bieszczady.

## Odznaczenia
Odznaczona wieloma odznaczeniami organizacyjnymi, m.in. Złotą Honorową Odznaką PTTK i Odznaką im. Jana Czeraszkiewicza.
Ostatnich kilkanaście lat swojego życia mieszkała w Domu Złotej Jesieni przy ul. M. Ćwiklińskiej na Widzewie-Wschodzie.
Zmarła tam 10 sierpnia 1995 i pochowana jest na pobliskim cmentarzu katolickim na Zarzewie w Łodzi.